# 26 de fevereiro nos Jogos Olímpicos de Inverno de 2010
O dia 26 de fevereiro foi o décimo quinto dia de competições dos Jogos Olímpicos de Inverno de 2010. Neste dia foram disputadas competições de oito esportes e sete finais. Foi o último dia de competições do biatlo e da patinação de velocidade em pista curta.

## Esportes
| - Biatlo - Bobsleigh - Curling - Esqui alpino | - Hóquei no gelo - Patinação de velocidade - Patinação de velocidade em pista curta - Snowboard |

## Resultados

### Curling
Na disputa pela medalha de bronze do feminino a equipe da China bate a Suíça por 12 a 6, ainda nas oitavas de final. Após a China marcar quatro pontos e com dois erros seguidos cometidos pela capitã suíça Mirjam Ott nas duas últimas pedras a equipe europeia desiste, o que garante às chinesas - que disputaram sua primeira olimpíada - a medalha de bronze.
Pela medalha de ouro as seleções do Canadá e da Suécia - campeã em Turim - se enfrentaram em um jogo emocionante. Na equilibrada disputa as canadenses marcaram dois pontos no sétimo end, quando as suecas tinham o martelo, ficando em vantagem. Mas a capitã da seleção anfitriã, Cheryl Bernard, errou seu último lançamento no décimo end e permitiu que a rival Anette Norberg fizesse uso de sua derradeira pedra para empatar o jogo e levá-lo ao décimo primeiro end. Todavia, com um novo erro de Bernard a Suécia sagrou-se bicampeã olímpica pelo placar de 7 a 6.

### Hóquei no gelo
Foram realizadas as duas semifinais masculinas. Na primeira, a seleção dos Estados Unidos derrota a Finlândia por 6 a 1. E no segundo jogo, o Canadá vence a Eslováquia por 3 a 2.
Todos os horários estão em UTC-8.
| 26 de fevereiro | Estados Unidos USA                                                                                           | 6 – 1                     | FIN Finlândia          | Canada Hockey Place                          |
| 12h00           | Ryan Malone 02:04' Zach Parise 06:22' Erik Johnson 08:36' Patrick Kane (2) 10:08' 12:31' Paul Stastny 12:46' | (6–0, 0–0, 0–1) Relatório | Antti Miettinen 54:46' | Árbitro: Daniel O Halloran Marcus Vinnerborg |

| {{{data}}} | Canadá CAN                                                       | 3 – 2                     | SVK Eslováquia                                 | Canada Hockey Place             |
| 18h30      | Patrick Marleau 13:30' Brenden Morrow 15:17' Ryan Getzlaf 36:54' | (2–0, 1–0, 0–2) Relatório | Lubomir Visnovsky 51:35' Michal Handzus 55:07' | Árbitro: Dennis Larue Jyri Ronn |

## Campeões do dia
Esses foram os "campeões" (medalhistas de ouro) do dia:
| Medalhas de Ouro                       | Medalhas de Ouro                           | Medalhas de Ouro                                                       | Medalhas de Ouro  | Medalhas de Ouro |
| Modalidades                            | Categoria                                  | Atleta(s)                                                              | País              | Ref.             |
| -------------------------------------- | ------------------------------------------ | ---------------------------------------------------------------------- | ----------------- | ---------------- |
| Biatlo                                 | Revezamento masculino                      | Halvard Hanevold Emil Hegle Svendsen Ole Einar Bjoerndalen Tarjei Boe  | NOR Noruega       | [ 4 ]            |
| Curling                                | Feminino                                   | Anette Norberg Eva Lund Cathrine Lindahl Anna Le Moine Kajsa Bergström | SWE Suécia        | [ 5 ]            |
| Esqui alpino                           | Stalom feminino                            | Maria Riesch                                                           | GER Alemanha      | [ 6 ]            |
| Patinação de velocidade em pista curta | 500 m masculino                            | Charles Hamelin                                                        | CAN Canadá        | [ 7 ]            |
| Patinação de velocidade em pista curta | 1000 m feminino                            | Meng Wang                                                              | CHN China         | [ 8 ]            |
| Patinação de velocidade em pista curta | Revezamento 5000 m masculino               | Charles Hamelin Francois Hamelin Olivier Jean Francois-Louis Tremblay  | CAN Canadá        | [ 9 ]            |
| Snowboard                              | Snowboard stalom gigante paralelo feminino | Nicolien Sauerbreij                                                    | NED Países Baixos | [ 10 ]           |

## Líderes do quadro de medalhas ao final do dia 26
País sede destacado. Ver quadro completo.
| Ordem | País               | Medalha de ouro | Medalha de prata | Medalha de bronze |    |
| ----- | ------------------ | --------------- | ---------------- | ----------------- | -- |
| 1     | CAN Canadá         | 10              | 7                | 4                 | 21 |
| 2     | GER Alemanha       | 9               | 11               | 7                 | 27 |
| 3     | USA Estados Unidos | 8               | 13               | 13                | 34 |
| 4     | NOR Noruega        | 8               | 6                | 6                 | 20 |
| 5     | KOR Coreia do Sul  | 6               | 6                | 2                 | 14 |